# 리클레이머

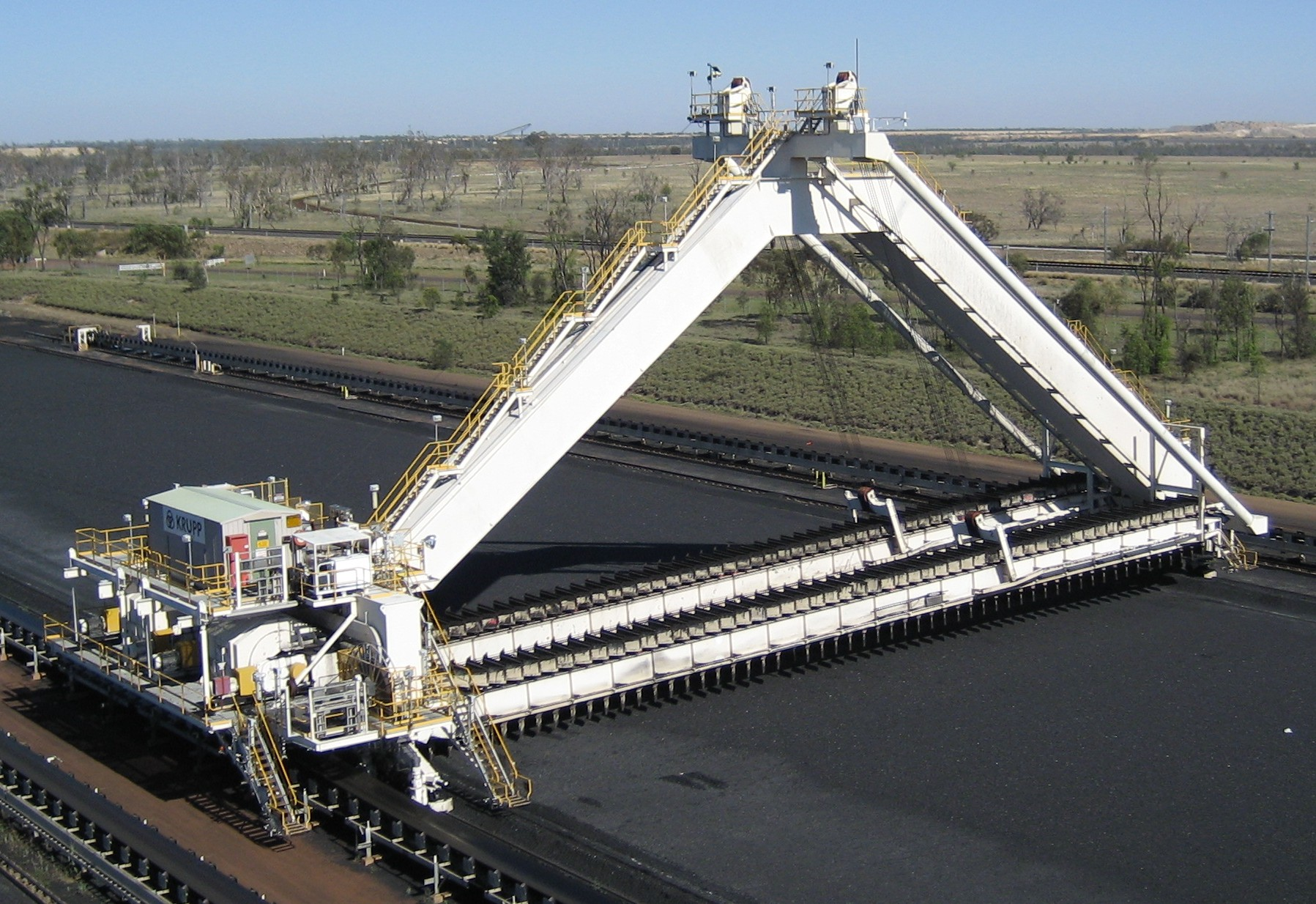
크루프 트윈 붐 포털 리클레이머

리클레이머(reclaimer)는 대량 자재 취급 응용 분야에 사용되는 대형 기계이다. 리클레이터의 기능은 비축물에서 광석 및 곡물과 같은 대량 물질을 회수하는 것이다. 스태커(stack)는 자재를 쌓는 데 사용된다.
리클레이머는 체적 측정 기계이며 용량은 m3/h(시간당 입방미터)로 평가되며, 회수(reclaim)되는 재료의 평균 벌크 밀도를 기준으로 t/h(시간당 톤)로 변환되는 경우가 많다. 리클레이머는 일반적으로 저장고의 비축물 사이를 레일로 이동한다. 버킷 휠 리클레이머는 일반적으로 레일을 따라 수평으로, 세 가지 방향으로 이동할 수 있다. 리클레이머는 일반적으로 트레일링 케이블을 통해 전기로 구동된다.

## 같이 보기
- 건설기계